# پوجا گور
پوجا گور (انگلیسی: Pooja Gor)؛ (زادهٔ ۱ ژوئن ۱۹۹۱) بازیگر تلویزیون هندی است. او به خاطر ایفای نقش پراتیگیا در سریال ندایی از درون... تعهد بیشتر معروف است.در سال ۲۰۱۴، او در برنامه زندهٔ، فیرفاکتور: بازیگر خطرها ۵ شرکت کرد.

## فیلم نگاری
فیلم ها
| سال  | فیلم    | نقش          | نکات       |
| ---- | ------- | ------------ | ---------- |
| ۲۰۱۸ | کدارنات | بریندا میشرا | اولین فیلم |